# Banyeo-dong
Banyeo-dong (koreanska: 반여동) är en stadsdel i Sydkorea.  Den ligger i distriktet Haeundae-gu i staden Busan, i den sydöstra delen av landet, 300 km sydost om huvudstaden Seoul.
Administrativt är Banyeo-dong indelat i:
| Namn      | Namn               | Yta km² | Invånare 31 dec 2018 |
| --------- | ------------------ | ------- | -------------------- |
| 반여제1동 | Banyeo 1(il)-dong  | 5,18    | 37 168               |
| 반여제2동 | Banyeo 2(i)-dong   | 1,03    | 13 451               |
| 반여제3동 | Banyeo 3(sam)-dong | 1,01    | 10 072               |
| 반여제4동 | Banyeo 4(sa)-dong  | 1,24    | 15 907               |